# Tűzparancs (film)
A Tűzparancs (eredeti cím: Executive Decision) 1996-ban bemutatott amerikai akciófilm, melyet elsőfilmes rendezőként Stuart Baird rendezett. A főbb szerepekben Kurt Russell, Steven Seagal, Halle Berry, John Leguizamo, Oliver Platt, Joe Morton, David Suchet és BD Wong látható. 
A film egy terroristák által eltérített utasszállító repülőgép megmentését mutatja be egy kommandós csapat által, amelyet a repülőgépre küldenek. 
Az Amerikai Egyesült Államokban 1996. március 15-én mutatták be a mozikban. Bevételi szempontból sikeres volt, de vegyes kritikákat kapott. 

## Cselekmény
Terroristák térítik el az Oceanic Airlines Boeing 747-200-as repülőgépét, amely Athénból Washington (főváros)ba tart. A túszokért cserébe El Sayed Jaffa terrorista szabadon bocsátását követelik, akit nemrég fogtak el, miközben a lánya esküvőjén vett részt a ciprusi Nicosiában. A férfit az Egyesült Államokban állították bíróság elé. David Grant hírszerzési szakértő úgy véli, Nagi Hassan, Jaffa jobbkeze tervelte ki Jaffa elrablását, hogy átvegye a terrorista csoport irányítását. Grant azt is megtudja, hogy Ahmed Rasjami (egy Jaffának dolgozó robbanóanyag- és fegyverszakértő) ellopott egy Dz5 típusú ideggázt. Eljuttatta Jean Paul Demou-nak, egy francia-algériai volt nukleáris mérnöknek, aki bombát épít és felrakja a repülőgépre, hogy Washingtonban robbanjon fel.
Miután értesül erről, a Pentagon egy különleges egységet bíz meg azzal, hogy egy lopakodó repülőgép segítségével feljussanak a gépre és megállítsák a terroristákat, illetve hatástalanítsák a bombát. Azonban átszállás közben az Oceanic 343-as Jumbo járata egy széllökés miatt leereszkedik, ami miatt a gép elszakad a másiktól. A felszerelésük nagy részét elveszítik, és a katonák közül néhányan meghalnak. A váratlan események ellenére is tervet eszelnek ki a bomba megtalálására és hatástalanítására, valamint Hassannak és embereinek a kiiktatására. Tudják, ha a Pentagon nem kap időben hívást a katonáktól, hogy átvették a gép irányítását, mielőtt az elérné az Egyesült Államokat, akkor kilövik a gépet: ez a kommandós csapat és a fedélzeten lévő 400 ártatlan utas halálát jelentené.

## Szereplők
| Színész        | Szerep                            | Magyar hang     |
| -------------- | --------------------------------- | --------------- |
| Kurt Russell   | Dr. David Grant                   | Sörös Sándor    |
| Steven Seagal  | Austin Travis alezredes           | Rosta Sándor    |
| Halle Berry    | Jean, stewardess                  | Zakariás Éva    |
| John Leguizamo | Carlos "Rat" Lopez százados       | Selmeczi Roland |
| Oliver Platt   | Dennis Cahill                     | Csuja Imre      |
| Joe Morton     | Campbell "Cappy" Matheny őrmester | Breyer Zoltán   |
| David Suchet   | Nagi Hassan / Al-Tar              | Szersén Gyula   |
| BD Wong        | Louie Jung őrmester               | Szokol Péter    |
| J. T. Walsh    | Jason Mavros szenátor             | Buss Gyula      |
| Len Cariou     | Charles White védelmi miniszter   | Bitskey Tibor   |
| Nicholas Pryor | Jack Douglas külügyminiszter      | Verebély Iván   |

## A film készítése
Steven Seagal elmondása szerint Austin Travis szokatlan szerepének elvállalására komoly fizetéssel vették rá, ami a forgatáson eltöltött minden napra egymillió dollárt jelentett. Némi elégtételt jelentett számára az a tudat is, hogy karakterének váratlan sorsa sokkolni fogja a közönséget, éppen ezért nem bánta meg a szerep elvállalását.

### Cenzúra
A film európai moziváltozatát a stúdió cenzúrázta, hogy eltávolítson minden utalást az iszlám vallásra (egyes jeleneteket kivágtak vagy módosítottak, néhány párbeszédet megváltoztattak). Míg az amerikai megjelenésű DVD nem volt cenzúrázva, a cenzúrázott változatot világszerte a blu-ray HD master forrásaként használták. Ezt a másolatot használták a Netflix 2021-es kiadásán is, a feliratok azonban továbbra is utalnak az iszlámra.

## Fogadtatás
Az 55 millió dolláros költségvetésből készült film 122 millió dolláros bevételt hozott. Berry a filmben nyújtott alakításáért elnyerte a Blockbuster Entertainment-díjat legjobb színésznő (kalandfilm/dráma) kategóriában, Seagalt alakításáért Arany Málna díjra jelölték a legrosszabb férfi mellékszereplő kategóriában.

## Fordítás
- Ez a szócikk részben vagy egészben  az   Executive Decision című angol Wikipédia-szócikk fordításán alapul.  Az eredeti cikk szerkesztőit annak laptörténete sorolja fel. Ez a jelzés csupán a megfogalmazás eredetét és a szerzői jogokat jelzi, nem szolgál a cikkben szereplő információk forrásmegjelöléseként.